# Исаев, Бейбулат Ильмутдинович
Бейбулат Ильмутдинович Исаев (кум. Исайланы Бийболат Ильмутдины уланы, 3 мая 1994, Сургут, Ханты-Мансийский автономный округ, Россия) — российский тайбоксер и кикбоксер. Чемпион мира и России по тайскому боксу. Мастер спорта России международного класса. По национальности — кумык.

## Карьера
С детства занимался различными единоборствами. Начал тренироваться в 2007 году, в 2011 году попал в спортивный зал «Норд-86» в Сургуте к Геннадию Боголюбову, который является основателем клуба. И вот отсюда началась карьера в тайском боксе. В марте 2012 года стал победителем Первенства России в Нижнем Новгороде. 29 января 2021 года в Сингапуре на турнире ONE FC в главном бою вечера в полутяжелом дивизионе отправил в нокаут чемпиона Сербии по кикбоксингу Михайло Кецоевича. За нокаут, которым он победил серба Михайло Кецоевича
по итогам 2021 года Бейбулат стал победителем престижной премии в области кикбоксинга ORION в номинации «Нокаут года».

## Достижения
- Чемпион мира по тайскому боксу WMC
- Чемпион России среди студентов по тайскому боксу 2015 —
- Победитель Кубок Европы по тайскому боксу 2015 —
- Первенство Европы по тайскому боксу среди юниоров 2012  —
- Победитель Кубка Мира К-1